# بلدة فان بورن مقاطعة بولسكي (إنديانا)
بلدة فان بورن، مقاطعة بولسكي (بالإنجليزية: Van Buren Township, Pulaski County, Indiana)‏ هي منطقة سكنية تقع في الولايات المتحدة في Pulaski County.  يقدر عدد سكانها بـ 911 نسمة  وترتفع عن سطح البحر 221 متر.